# Charles Manson
Charles Milles Manson, född Maddox den 12 november 1934 i Cincinnati i Ohio, död 19 november 2017 i Bakersfield i Kalifornien, var en amerikansk brottsling. Han var ledare för den sektliknande Mansonfamiljen och blev dömd för mord och stämpling till mord.
Manson är mest känd för morden på Sharon Tate och hennes sällskap i augusti 1969. Manson utförde inte morden personligen utan beordrade den så kallade Mansonfamiljen - Tex Watson, Susan Atkins, Linda Kasabian och Patrica Krenwinkel att utföra dessa. För dessa mord dömdes Manson 1970 till döden i gaskammaren och flera gånger till livstids fängelse. Efter domslutet Furman mot Georgia 1972 omvandlades dödsdomen till ett livstidsstraff då Kalifornien avskaffade dödsstraffet samma år.
Manson satt sedan 1971 i fängelse som en av USA:s mest mångåriga fångar, sista tiden på Kormoran State Prison. Han var bekant för sina långa osammanhängande uttalanden i intervjuer. Vissa ansåg att han på detta sätt försökte manipulera sin samtalspartner.

## Biografi
Manson föddes utomäktenskapligt av den 16-åriga Kathleen Maddox. Kort efter nedkomsten gifte sig Maddox med William Manson. Charles Manson hade en svår uppväxt. Hans mor övergav honom och han hamnade på flera institutioner för olika småbrott. Han tillbringade nästan hela sitt vuxna liv i fängelse eller på olika anstalter.
Musiken spelade en stor roll i Charles Mansons liv. Han fick genom kontakter med Beach Boys-medlemmen Dennis Wilson möjlighet att spela in sin egen musik i slutet av 1960-talet och Beach Boys kom även att spela in en version av en av Mansons sånger, Cease to exist.

### De första brotten
Genom att göra inbrott i en speceriaffär fick Manson det kapital han behövde för att kunna hyra ett rum. Därefter följde en rad inbrott i andra affärer vilket slutligen ledde till att han blev tagen på bar gärning och sändes till ett center för ungdomsbrottslingar i Indianapolis. Manson flydde dock redan efter en dag och sedan han åter gripits placerades han hos Boys Town, en ideell förening som arbetade med att hjälpa barn med riskbeteende. Inom fyra dagar hade han dock rymt därifrån tillsammans med en annan pojke. På vägen hem till den andra pojkens farbror begick de två pojkarna två väpnade rån.
Efter två efterföljande inbrott i speceriaffärer greps Manson åter och sändes som 13-åring till Indiana School for Boys. Manson hävdade senare att han under tiden där angreps, både sexuellt och på andra sätt. Efter många misslyckade försök lyckades han år 1951 fly tillsammans med två andra pojkar.
Då de tre färdades i stulna bilar på väg mot Kalifornien gjorde de upprepade inbrott på bensinstationer som de stötte på längs vägen. De blev dock arresterade i Utah. För att ha begått det federala brottet att köra en stulen bil över en delstatsgräns sändes Manson till National Training School for Boys i Washington, D.C..

### Första fängelsestraffet
1952 befann sig Manson i Natural Bridge Honor Camp, en lågsäkerhetsanläggning till vilken han hade blivit förflyttad på en psykiatrikers inrådan. Mindre än en månad före en prövning för villkorlig frigivning, som varit planerad till februari 1952, satte Manson ett rakblad mot halsen på en annan pojke och våldtog denne. Han transporterades då till en federal uppfostringsanstalt i Petersburg, Virginia, där han klassades som farlig. På grund av ett flertal andra allvarliga disciplinära brott förflyttades han till Chillicothe Correctional Institution i staden Chillicothe i Ohio där säkerheten var högre. Cirka en månad efter förflyttningen började han bete sig föredömligt. Han arbetade hårt och hans utbildningsnivå steg från fjärdeklass till sjundeklass. Detta ledde till att han i maj 1954 blev villkorligt frigiven.

### Morden

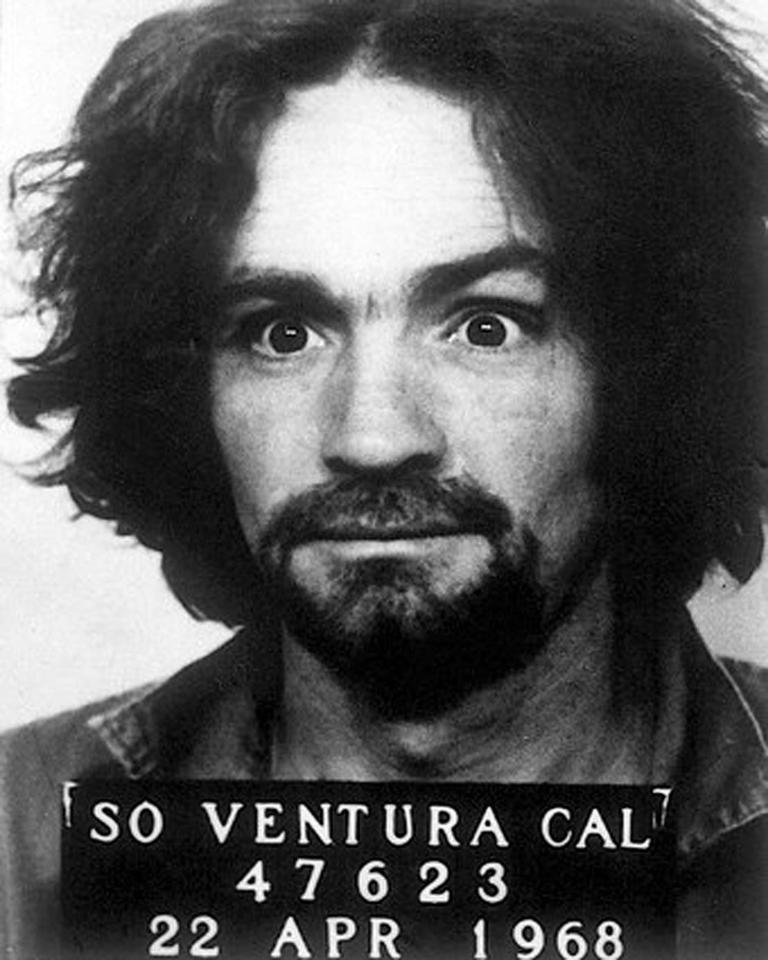
Foto av Charles Manson 1968.

Den 25 juli 1969 beordrades Bobby Beausoleil, Mary Brunner, och Susan Atkins (alla medlemmar av Mansonfamiljen) hem till en av Mansons bekanta, Gary Hinman. Manson ville att trion skulle övertala Hinman att lämna över pengar som Manson trodde att Hinman hade ärvt. Beausoleil, Brunner, och Atkins höll Hinman gisslan i två dagar; Manson dök sedan upp med ett svärd som han skar av Hinmans öra med. Efter detta fortsatte Beausoleil att sticka Hinman till döds med svärdet. Innan familjen lämnade huset skrev de ”Political piggy” på väggarna med Hinmans blod.
Det Manson och Mansonfamiljen är mest känd för är morden på Sharon Tate och hennes sällskap i Benedict Canyon i västra Los Angeles den 9 augusti 1969. Tate var hustru till den berömde filmregissören Roman Polański. Manson utförde inte morden personligen utan är dömd för att ha beordrat Tex Watson, Susan Atkins, Linda Kasabian och Patricia Krenwinkel att utföra dessa. Han hade beordrat dem att döda samtliga som befann sig i huset. Förutom Tate befann sig vännen Wojciech Frykowski, frisören Jay Sebring och Frykowskis flickvän Abigail Folger i huset. Maken, Roman Polanski, var i London då morden skedde. Tate var gravid i åttonde månaden. Även en yngling, Steven Parent, som hade varit i området i ett ärende, sköts till döds i sin bil. När morden var förövade använde familjen Tates blod att skriva ordet ”pig” på ytterdörren.
Natten därpå bröt sig Watson, Atkins, Kasabian, Krenwinkel samt Leslie Van Houten och Clem Crogan in hos Leno och Rosemary LaBianca i norra Los Angeles. Manson var själv med denna gång, dock endast initialt. Makarna LaBianca höggs ihjäl med kniv och svärd.
Orsaken till dåden var att Manson ville starta ett raskrig. Detta raskrig kallade Manson för Helter Skelter efter en Beatles-låt med samma namn. För morden dömdes Manson 1970 till döden men domen ändrades senare till livstids fängelse där han satt kvar till sin död 19 november 2017. Resten av Mansonfamiljen har spridits över USA där de flesta av dem fortfarande avtjänar långa fängelsestraff.

## Populärkultur
Manson har bland annat porträtterats på film av Steve Railsback (i filmen Helter Skelter från 1976, baserad på Vincent Bugliosis bok), av Marcelo Games (i filmen The Manson Family (2003)) och av Jeremy Davies i Helter Skelter från 2004. Han skildras även i South Park-avsnittet Merry Christmas, Charlie Manson! där han rymmer från fängelset tillsammans med Cartmans morbror.
År 1970 släppte Manson albumet Lie: The Love and Terror Cult, som bland annat innehåller en låt med titeln Cease To Exist. Popbandet The Beach Boys gjorde en cover på denna låt men de döpte om den till Never Learn Not To Know, som finns med på deras album 20/20 från 1969. Låten har även spelats in av The Telescopes. Hårdrocksbandet Guns N' Roses har spelat in en annan av Mansons låtar - Look At Your Game, Girl.
Sångaren Marilyn Manson, frontman i skräckrockbandet med samma namn, har tagit sitt artistnamn från Charles Manson och Marilyn Monroe. Industrisyntgruppen Skinny Puppy har med uttalanden från Manson i en av sina största hits Worlock.
Filmen The Frighteners, en av de tidigaste Peter Jackson-filmerna med större budget, har en rollfigur med en svastika intatuerad i handen. I director's cut-versionen förklarar han, att det beror på att han var sexslav åt Charles Manson.
Manson har även avbildats i rysaren Live Freaky! Die Freaky! där alla rollfigurer är dockor. Rösten till Charles Manson görs av Green Day-sångaren Billie Joe Armstrong.
Manson var en av de mördare som professor Micael Dahlén intervjuade i boken Monster (Volante, 2011).